# Кюрсангінське нафтогазоконденсатне родовище
Кюрсангінське нафтогазоконденса́тне родо́вище — розташоване на відстані 70 км від Баку, Азербайджан. Відноситься до Південно-Каспійської нафтогазоносної провінції. Центр видобутку — місто Сальяни.
12 покладів. Глибина залягання 1692–4915 м. Ефективна потужність 8–25 м. Спосіб експлуатації фонтанний та насосний.